# National Vaccine Information Center
Le National Vaccine Information Center (en abrégé NVIC) est une association américaine promouvant selon elle le libre choix de la vaccination. Pour ce faire, elle surveille les vaccins, recueille les rapports d'effets secondaires et soutient les victimes d'accidents hypothétiquement liés à la vaccination. Cette association est couramment reconnue comme étant anti-vaccination, considérée même par certains comme la plus influente des associations de ce type, s'opposant massivement à la politique fédérale de vaccination. Elle était critiquée comme une source majeure de peur et de désinformation sur vaccins,.

## Historique
En 2009, l'association a lancé une étude sur dix ans sur la santé des enfants vaccinés ou non[réf. nécessaire].